# Through the Glass
Through the Glass es una película de comedia estadounidense-nigeriana de 2008, escrita, dirigida y producida por Stephanie Okereke.

## Sinopsis
Jeffrey (Garrett McKechnie), se encuentra en un momento de su vida en la que está a cargo de un bebé cuya procedencia desconoce, por lo cual decide pider ayuda a su vecina nigeriana (Stephanie Okereke). Jeffrey tiene que encontrar a la madre del niño antes de que su vida se arruine por completo.

## Elenco
- Garrett McKechnie como Jeffery[4]
- Stephanie Okereke como Ada[4]
- Christy Williams como Nicole
- Pascal Atuma como el abogado Robert
- Susy Dodson como la Sra. Lucas
- Dana Hanna como Gina

## Reconocimientos
La película fue nominada a Mejor Guion en la quinta edición de los Premios de la Academia del Cine Africano en 2009.